# Джалал ад-Дін Хасан
Джалал ад-Дін Хасан III (перс. جلال الدین حسن; нар. 1187 — 1221) — 3-й правлячий імам Аламутської (Нізаритської) держави у 1210—1221 роках.

## Життєпис
Син імама Мухаммада II та матері-сунітки. Народився 1187 року. Посів трон 1210 року, можливо отруївши батька. Хасан III стверджував, що прийняв сунітський іслам за прикладом багдадського халіфа Ахмада ан-Насіра і він став відомий як нав-мусалман («навернений мусульманин») — відповідну фетву у серпні 1211 року оголосив ан-Насір. Відкинув віру та політику, пов'язану з попередніми імамами Аламута, і зайшов настільки далеко, що прокляв своїх предків і спалив книги Хасана ібн Саббаха. Одружився з доньками Кутама, князя Ґіляна. 1213 року його матір було урочисто прийнято Багдаді, коли вона здійснювала хадж до Мекки.
Запросив багатьох сунітських вчених і правників з Хорасану, Казвіну та Багдаду відвідати замок Аламут, дозволивши їм оглянути бібліотеку та вилучити будь-які книги, які вони виявили небажаними. Джалал ад-Дін Хасан також доручив цим вченим навчати його послідовників, яким він наказав дотримуватися сунітського шаріату. 
Проте його навернення було витлумачено деякими як акт такія, оскільки на той час багдадський халіфат відновив свою потугу, а нізаритам стали загрожувати хорезмшахи. У 1214 році Джалал ад-Дін особисто повів свою армію на з'єднання з атабеком Музаффар ад-Діном Узбеком, одним з головних союзників ан-Насіра. На знак визнання ролі нізаритів в боротьбі Узбека зі своїм бунтівним воєначальником імаму були даровані міста Абхар і Зенджан з околицями. Втім 1215 року, почувши про усіхи монгольського кагана Чингісхана, першим з ісламських правителів відправив до нього посольство з оголошенням приязні та союзу (Хасан III розраховував на допомогу проти хорезмшахів).
Помер Джалал ад-Дін Хасан у 1221 році від дизентерії (за офіційною версією), але, можливо, внаслідок отруєння. Трон перебрав його син Ала ад-Дін Мухаммад.